# Belvosia aldrichi
Belvosia aldrichi là một loài ruồi trong họ Tachinidae.